# لوكهيد سي-130 هيركوليز في الخدمة الأسترالية
 لوكهيد سي-130 هيركوليز في الخدمة الأسترالية (بالإنجليزية: Lockheed C-130 Hercules in Australian service)‏ حيث قامت القوات الجوية الاسترالية الملكية (بالإنجليزية: RAAF)‏ بتشغيل ثمانية وأربعين طائرة نقل لوكهيد سي 130 هيركوليز.

## دخول الطراز للخدمة
دخل هذا الطراز الي الخدمة الأسترالية في ديسمبر 1958، عندما قبل السرب 36 من سلاح الجو الأسترالي بأول طائرة من أثني عشر طائرة من طراز سي-130As مستبدلا الطائرات القديمة من طراز دوغلاس C-47 داكوتا.

## التأثير
الحصول علي هذه الطائرات جعل أستراليا ثاني مشغل لهذا الطراز الضخم المعروف بهيركوليز بعد الولايات المتحدة الأمريكية.

## تحديث السرب
في عام 1966 أنضمت المزيد من الطائرات طراز سي-130 الي الخدمة وتحديدا طراز سي-130Es وفي عام 1978 تم تحديثهم مرة أخري وأستبدالهم بطائرات سي-130Hs و مجددا في عام 1999 بطائرات لوكهيد مارتن سي-130 جيه سوبر هركيوليز المعروفة بهيركوليز الخارق.

## حرب الخليج
ساهم سرب 36 في حرب الخليج عن طريق طائرات لوكهيد سي-130 المعروفة بهيركوليز حيث ساهمت في نشر مصورين و مترجمين ومحللي أستخبارات في الخليج العربي.

## خروج الطراز من الخدمة
في عام 2006 أصبح السرب رقم 37 هو المشغل الوحيد لطائرات هيركوليز بعدما تخلي السرب 36 عنها وأستبدلها بطائرات طراز بوينج C-17 جلوب ماستر 3.